# Óblast de Donetsk
|  | Aquest article tracta sobre l'óblast d'Ucraïna. Vegeu-ne altres significats a «Donetsk (desambiguació)». |

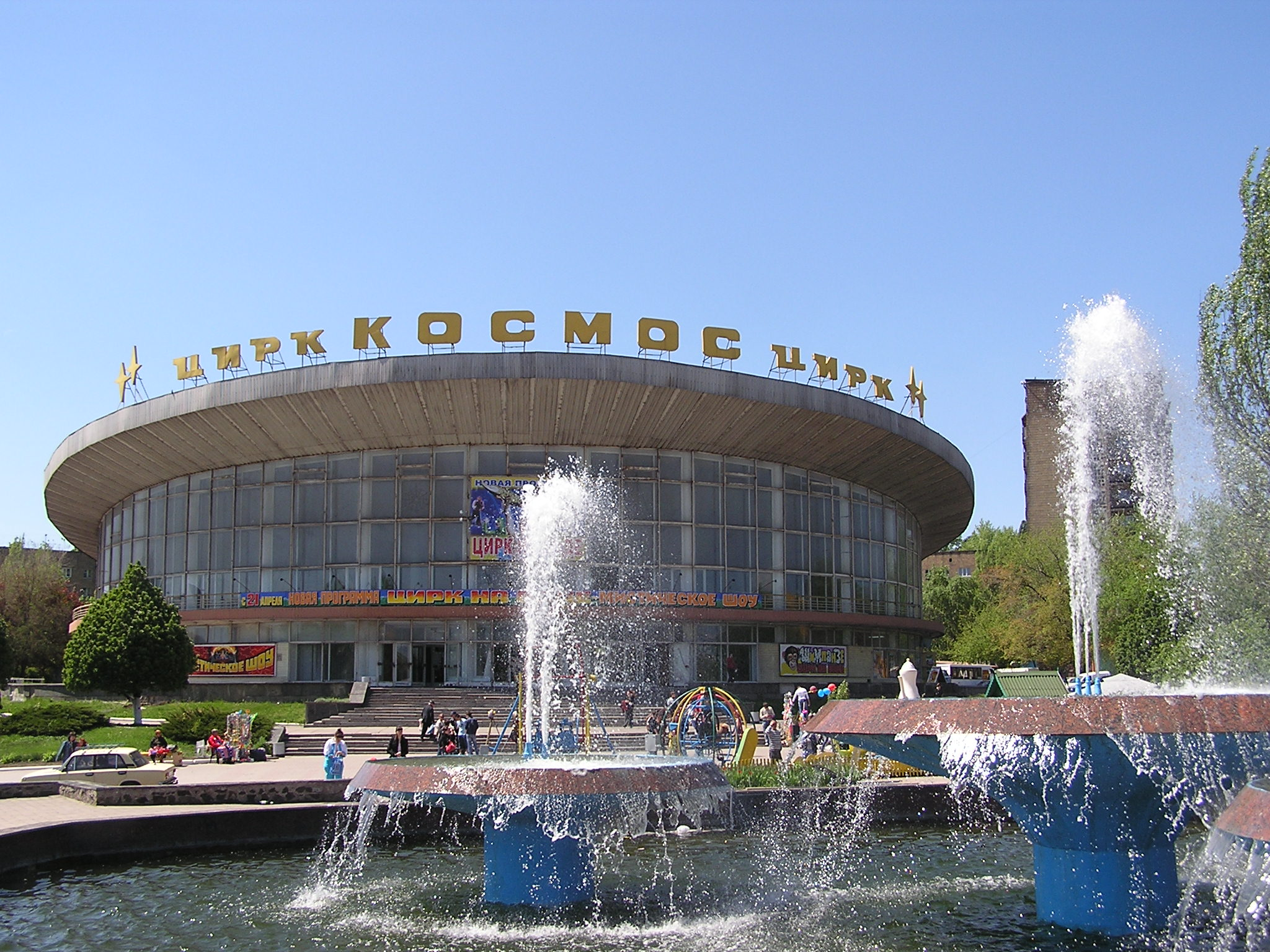
El Circ de Donetsk, a la ciutat de Donetsk.

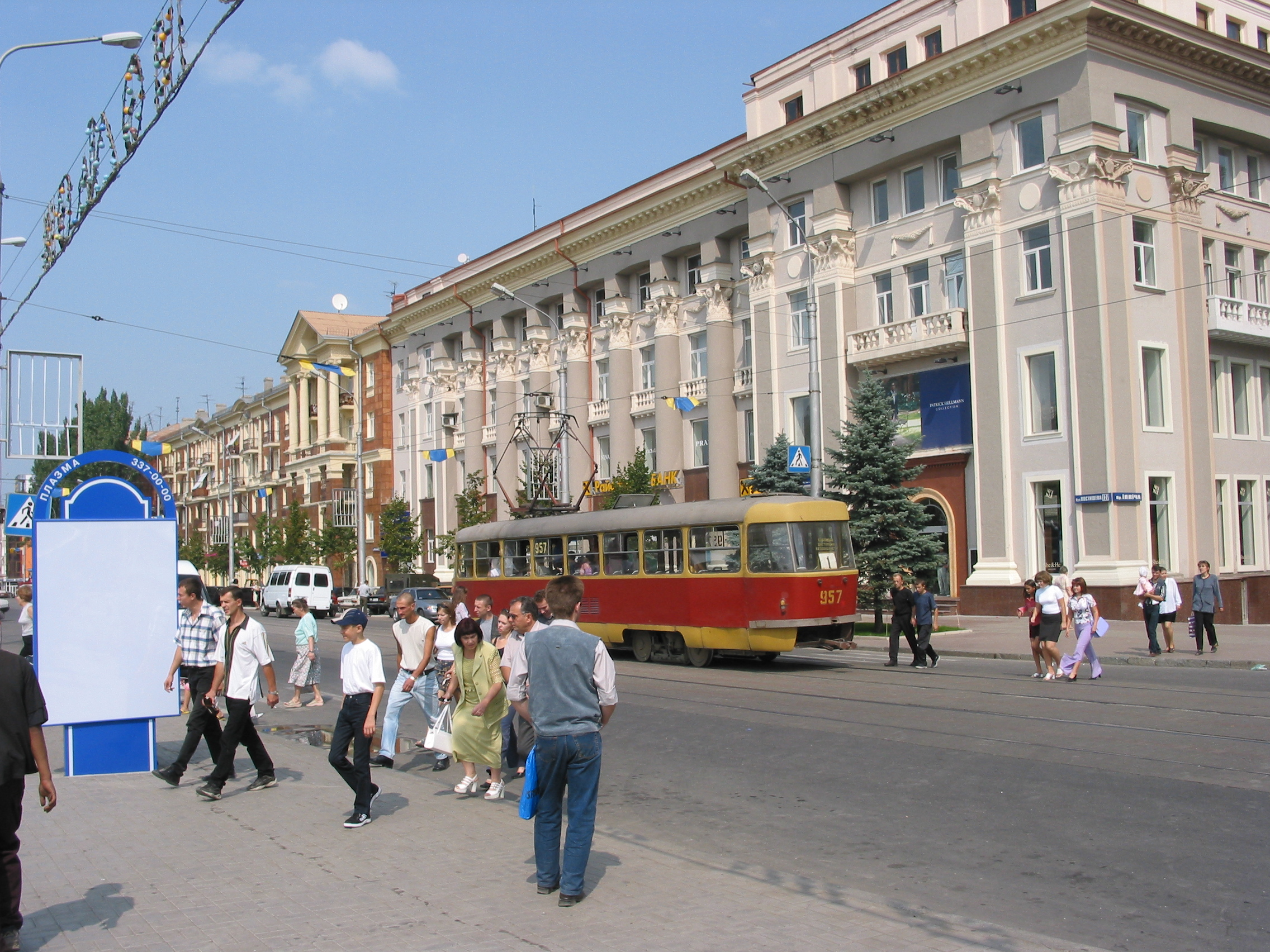
Un carrer de Donetsk el 2002

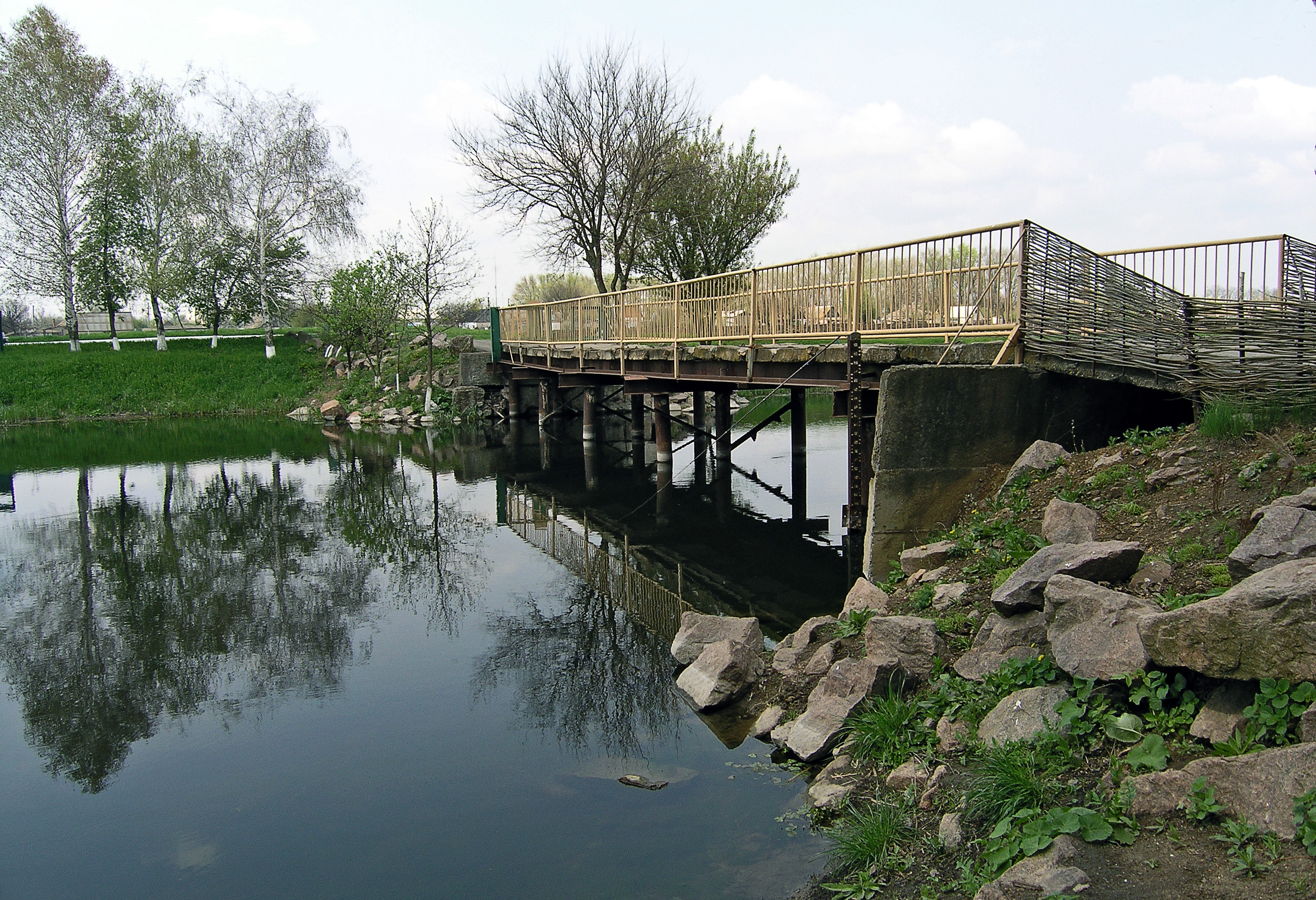
Pont de fusta a la Reserva natural de l'estepa de Khomutovo

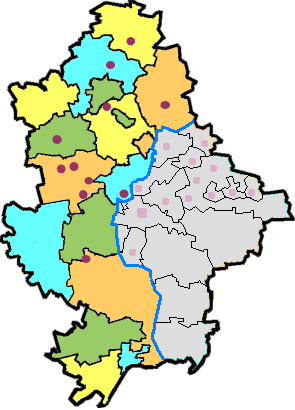
Mapa en el qual es mostra la situació fins a 2022 de l'óblast

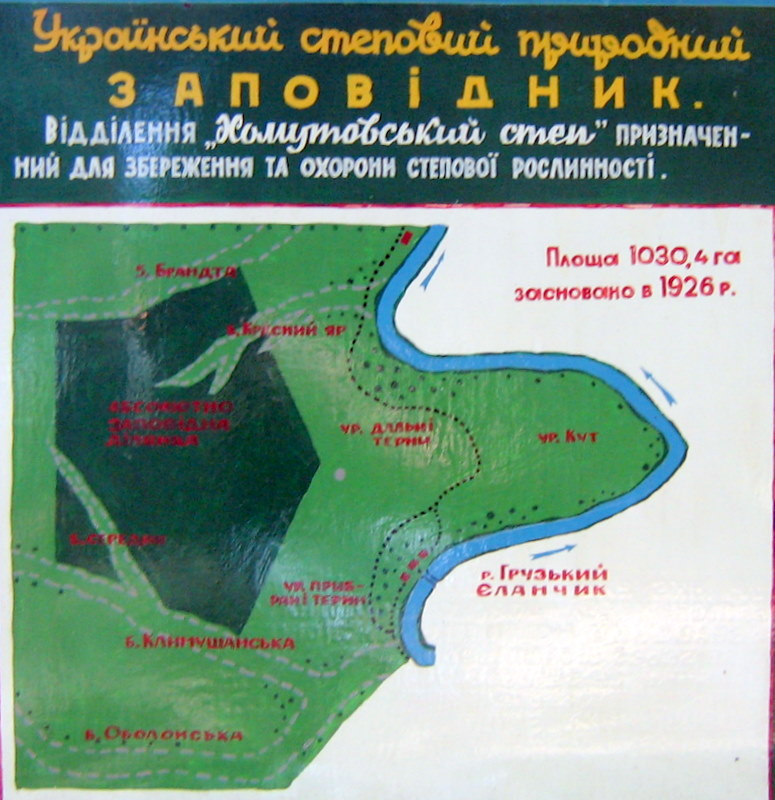
Esquema de la reserva natural de l'estepa de Khomutovo

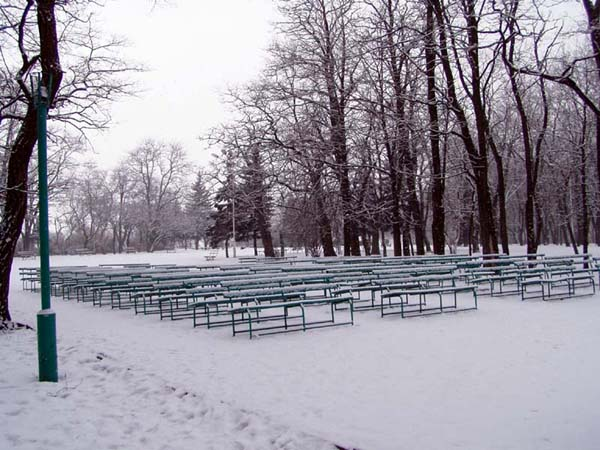
Un parc a l'hivern a Mariúpol.

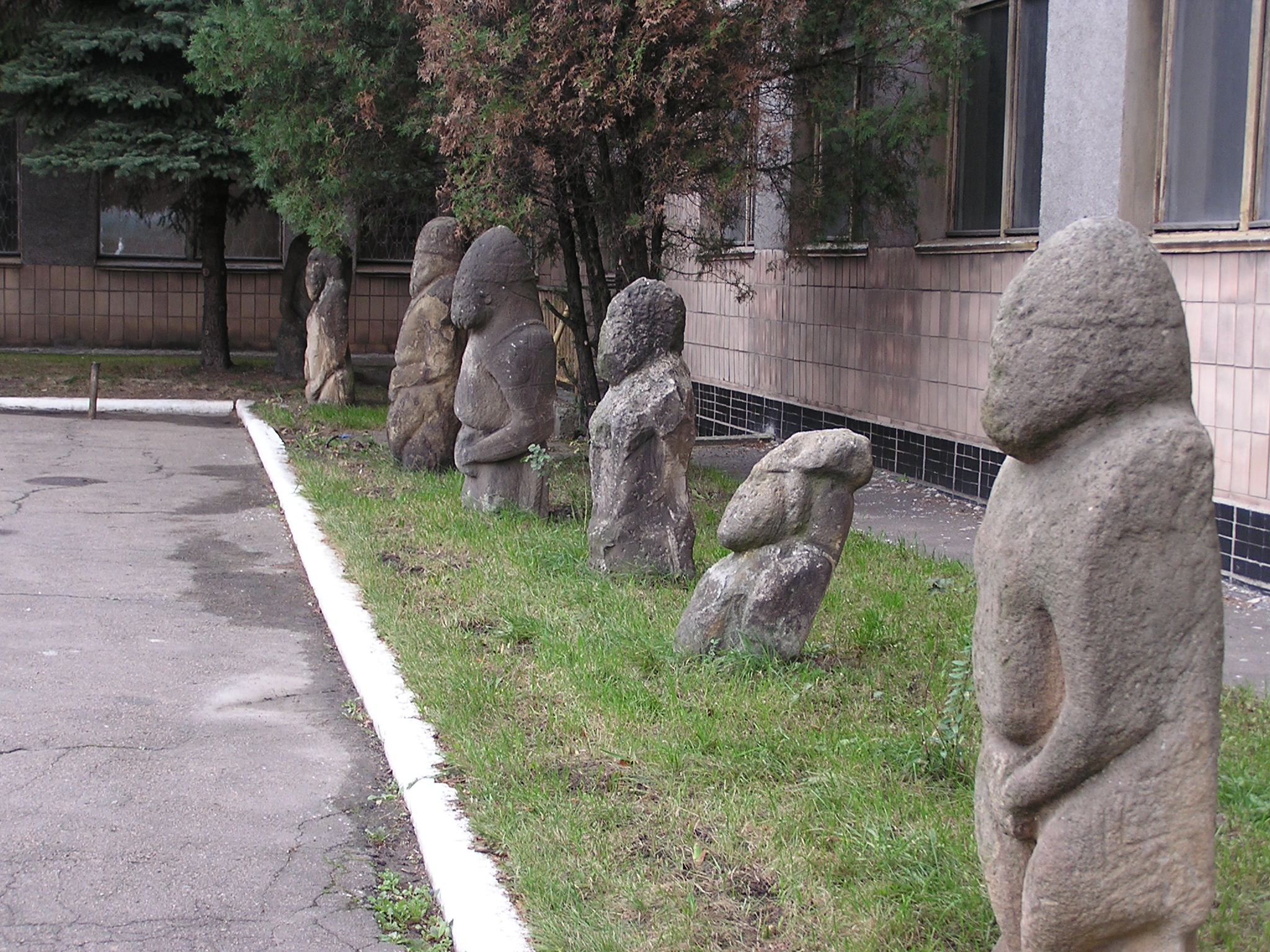
Esteles antropomòrfiques escites, "iaies de pedra", al museu de l'óblast de Donetsk.

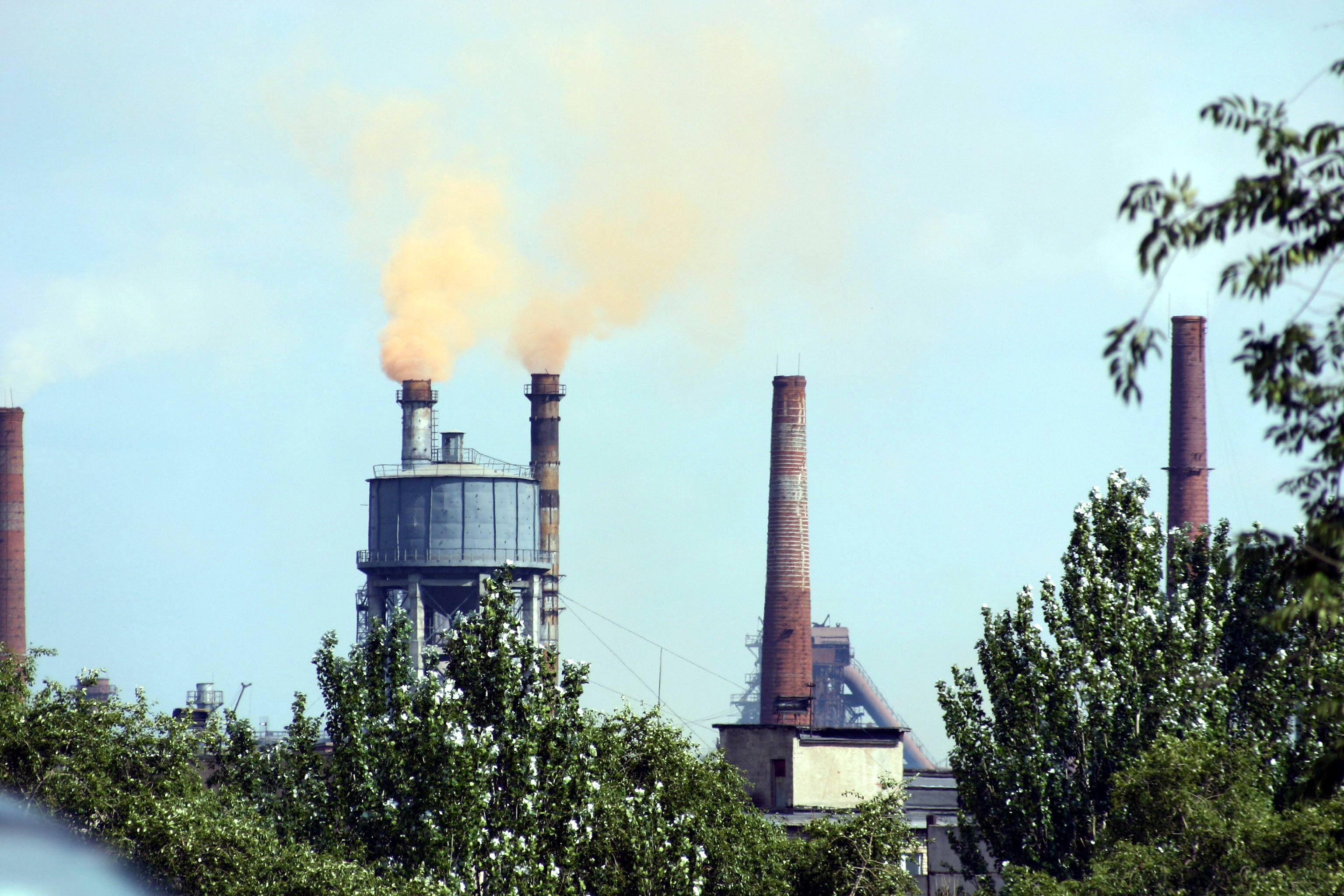
Indústria pesant a la regió de Donbàs.

L'óblast de Donetsk (ucraïnès: Доне́цька о́бласть, transliterat: Donetska oblast, transcrit: Donetska óblast; nom informal: Доне́ччина, transcrit: Donètxtxina. Des de principis de l'URSS del 1938 fins a 1961, Ста́лінська, Stàlinska) és una óblast de la Ucraïna Oriental. La capital és Donetsk (Донецьк). L'óblast ocupa una part important de la regió històrica i etnocultural del Donbàs, o Conca del Síverski Donets (Донецький басейн, Donetski Bassèin, normalment abreviat a Донбас, Donbas o Донбасс, Donbàs).
Limita amb les óblasts de Dnipropetrovsk i Zaporíjia al sud-oest, amb la de Luhansk al nord-est, la de Rostov (Rússia) a l'est, i amb la mar d'Azov al sud.

## Geografia física

### Relleu
La majoria de l'óblast de Donetsk forma part del territori natural de l'estepa. Es pot dividir en tres espais mínimament diferenciats: els "alts de Priazòvia" o "terra alta del Preazov" (Приазовська височина, Priazovska vissotxinà, el territori vorejant la mar d'Azov, amb unes altures mitjanes d'entre 50 i 230 m), la "terra baixa del Predniéper" (Придніпро́вська низовина́, Pridniprovska nizovinà, la plana o terra baixa que comença a la riba esquerra del Dniéper, amb unes altures mitjanes de 50 a 160 m) i el "massís de Donetsk" (Доне́цький кряж, Donetski kriaj). Aquest últim no consisteix pròpiament en un massís de muntanyes, sinó una zona de caràcter muntanyosa però que no ateny elevacions superiors a 367 metres (tot i que aquest punt es troba a l'óblast veïna de Luhansk).
El punt més alt de l'óblast és el kurhan o túmul de Mohila-Hostra (курган Могила-Гостра, de 331 metres), emplaçat prop del poble de Poliove (Польове).

### Hidrografia

#### Rius
El territori de l'óblast és banyat per uns 110 rius, dels quals 47 superen els 25 km de llargada. La llargada combinada de tots els rius dins l'óblast supera els 3.000 km. El riu més important és el Síverski Donets, amb una llargada de 1.053 km, més de 100 dels quals transcorren dins l'óblast, i amb una amplada de 60 a 80 m. La seva fondària mitjana és d'1,5 a 2 m (però arriba als 7 metres als llocs més amples i lents de corrent).
Alguns rius que banyen l'óblast de Donetsk:

##### Conca de lamar Negra
- Síverski Donets (Сі́верський Доне́ць, 1.053 km), afluent del riu Don.
  - Kazenni Torets (Казе́нний Торе́ць, 129). Afluent dret del Síverski Donets que banya l'óblast de Donetsk, neix a l'assentament de tipus urbà de Hródivka (Гро́дівка), i entra al Síverski Donets a l'assentament de tipus urbà de Raihorodok, prop de la ciutat de Sloviansk i a 537 km del naixement del Síverski Donets i a 516 km de la seva desembocadura al riu Don. Banya les ciutats de Sloviansk (Слов'янськ), Kramatorsk (Краматорськ) i Drujkivka (Дружківка).
  - Bakhmut o Bakhmutka (Бахмут, Бахмутка, 88 km). Afluent dret del Síverski Donets que banya l'óblast de Donetsk. El Bakhmut passa per la ciutat de Bakhmut (Бахмут).
- Kàlmius (Кальміус, 209 km), que desemboca a la mar Negra a Mariúpol.

##### Conca delDniéper
- Vovtxa (Вовча, 323 km, afluent del Samara). El nom vol dir "del llop". En temps dels Cosacs de Zaporíjia, es deia Vovtxi Vodi, "Aigües de Llops" (Вовчі Води). Travessa les óblasts de Donetsk i Dnipropetrovsk. No s'ha de confondre amb el Vovtxa afluent del Síverski Donets.
  - Sukhi Iali o Iali Sec (Сухі Яли, "Iali Sec", 49 km), afluent esquerra del Vovtxa (conca del Dniéper). El segle xviii es va establir un assentament de grecs provinents de Crimea a les vores d'aquests rius. Són ells els qui han donat el nom de Iali a aquest riu i el Mokri Iali, nom que prové de paraula grega per vidre.
  - Mokri Iali o Iali Moll (Мокрі Яли, "Iali Moll", 147 km), afluent del Vovtxa (conca del Dniéper). El segle xviii es va establir un assentament de grecs provinents de Crimea a les vores d'aquests rius. Són ells els qui han donat el nom de Iali a aquest riu i el Sukhi Iali, nom que prové de paraula grega per vidre.

#### Llacs, embassaments, canals
L'óblast té relativament pocs llacs, però 141 embassaments. També és travessada pel Síverski Donets.
D'entre els llacs destaquen els espais naturals dels llacs vora Sloviansk: el Rapne, Slipne i Veisove (Рапне, Сліпне, Вейсове) que, tot i estar llunys de la costa, són d'aigües salades per la composició mineral del sol.

## Política i govern

### Divisions Administratives
L'óblast de Donetsk està dividida en 8 raions (sing. район, raion, pl. райо́ни, raion·y, subdivisió administrativa similar a les nostres comarques) i 66 municipis.
L'óblast té un total de:
- 52 ciutats (sing: мі́сто, misto, plural: мі́ста, mista). Aquestes últimes són les ciutats de: Avdíïvka (Авді́ївка), Bakhmut (Бахмут), Vuhledar (Вугледа́р), Debàltseve (Деба́льцеве), Dobropíl·lia (Добропі́лля), Dokutxàievsk (Докуча́євськ), Drujkivka (Дружкі́вка), Hòrlivka (Го́рлівка), Ienàkieve (Єнáкієве), Jdànivka (Жда́нівка), Khrestivka (Хрестівка), Kostiantínivka (Костянти́нівка), Kramatorsk (Крамато́рськ), Liman (Лима́н), Pokrovsk (Покровськ), Makíivka (Макі́ївка), Mariúpol (Маріу́поль), Mírnograd (Ми́рноград), Novoazovsk (Новоазо́вськ), Novohródivka (Новогро́дівка), Selídove (Сели́дове), Sloviansk (Слов'я́нськ), Snijne (Сніжне́), Toretsk (Торецьк), Txistiakove (Чистякове), Khartsizk (Харци́зьк), Xakhtarsk (Шахта́рськ), Iasinuvata (Ясинува́та), i la capital de l'óblast, Donetsk (Доне́цьк);
- 131 "assentaments de tipus urbà" o SMTs (un смт, smt, се́лище місько́го ти́пу, sélysxe miskoho typu, és un municipi amb estatus entre poble i ciutat);
- 1.121 pobles (село́, seló);
- 244 llogarrets (се́лище, sélysxe, tot sol).

### Principals ciutats
- Donetsk (Доне́цьк), abans del 1924 i 1941—1943: Iúzivka (Юзівка); el 1923: Trotsk (Троцьк); el 1924—1941 i 1943—1961: Staline o Stalyne (Сталіне, Сталине)
- Avdíïvka (Авді́ївка)
- Bakhmut (Бахмут)
- Buhledar (Вугледа́р)
- Debàltseve (Деба́льцеве)
- Dobropíl·lia (Добропі́лля)
- Dokutxàievsk (Докуча́євськ), des de la seva fundació el 1912 fins al 1954, Olenivski Kar'iery (Оленівські Кар'єри)
- Drujkivka (Дружкі́вка), anomena pel cosac Drujkó (козак Дружко).
- Hòrlivka (Го́рлівка)
- Iassinuvata (Ясинува́та)
- Ienàkieve (Єнáкієве)
- Jdànivka (Жда́нівка)
- Khartsizk (Харци́зьк)
- Khrestivka (Хрестівка), abans del 2016, Kírovske (Кі́ровське)
- Kostiantínivka (Костянти́нівка)
- Kramatorsk (Крамато́рськ)
- Liman (Кра́сний Лима́н), abans del 2016 Krasni Liman i abans 1925 sloboda Liman (Лиман, слобода Лиман). Fundat el 1667.
- Makíivka (Макі́ївка)
- Mariúpol (Маріу́поль), ciutat que ha tingut els següents noms en el passat: Domakha (Домаха), Adamakha (Адамаха), Kalmiuska (Кальміуська, abans del 1778), Pavlovsk (Павловськ, 1778-1779), Mariiúpill (Маріюпіль, 1779-1933); Mariúpol (Маріуполь, 1933-1948), Jdànov (Жда́нов, 1948—1989); i de nou, a partir del 1989, Mariúpol (Маріуполь). Es troba a la vora de la mar d'Azov, a la desembocadura del riu Kàlmius (Кальміус). És un port i centre industrial important d'Ucraïna, com també un centre turístic pel seu clima i les platges. Té una minoria de grecs ètnics important.
- Mírnograd (Ми́рноград), abans del 2016, Dímitrov (Димитров)
- Novoazovsk (Новоазо́вськ), a la vora de la mar Negra, on el riu Hruzki Ielàntxik (Грузський Єланчик) desemboca a la mar.
- Novohródivka (Новогро́дівка)
- Pokrovsk (Покровськ), abans del 1938, Hrixine (Гришине), abans del 2016, Krasnoarmisk (Красноармі́йськ)
- Selídove (Сели́дове)
- Sloviansk (Слов'я́нськ), abans del 1933 Slovianske (Слов'янське), i abans del 1784, Tor, Tavr i després, Slovensk (Тор, Тавр, Словенськ), aquesta ciutat està emplaçada al "massís de Donetsk" i a la riba del Kazenni Torets.
- Snijne (Сніжне́), abans del 1864, Vassílivka (Василівка)
- Sviatohirsk (Святогі́рськ, "Muntanya Sagrada", abans del 1938, poble de Банно-Тетянівка, Banno-Tetiànivka, abans del 1964, poble de Банне, Banne, del 1964-2003, ciutat de Славяногірск, Slavianohirsk), petita ciutat coneguda pel seu monestir, el Monestir de Sviatohirsk (Святогірська Лавра, Sviatohirska Lavra).
- Toretsk (Торецьк), abans del 1938, Sxerbynivka (Щербинівка), abans del 2016, Dzerjinsk (Дзержи́нськ)
- Txistiakove (Чистякове), fundat el 1770 com a sloboda sota el nom d'Oleksíïvka (Олексіївка), a partir del 1840 al 1857, passa a dir-se Oleksíieve-Leónove (Олексієве-Леонове), i del 1964 al 2016, Torez (Торе́з).
- Xakhtarsk (Шахта́рськ), abans del 1953, Katyk (Катик)

## Cultura

### Llocs d'interès
- Monestir de Sviatohirsk (Святогірська Лавра, Sviatohirska Lavra), a Sviatohirsk ("Muntanya Sagrada"), a la vora del riu Síverski Donets. El nom complet és Monestir de la Dormició de la Mare de Déu de Sviatohirsk (Свято-Успенська Святогірська Лавра, Sviato-Uspenska Sviatohirska Lavra).
- Monestir de Sant Arseni o Arsenti (Cкит Святого Арсентiя), una obra de fusta moderna que recorda esglésies i edificis de fusta tradicionals però no els recrea.
- Reserva natural de l'estepa de Khomutovo (Хомуто́вський степ, відділ Українського державного степового заповідника, literalment, "Estepa de Khomutovo", secció de la Reserva natural de les estepes d'Ucraïna). Té una àrea de 10,28 km², amb una gran diversitat de flora. Es troba prop del poble de Khomutovo (Хомутово), a només 20 km de la mar d'Azov i prop de la frontera amb l'óblast de Rostov, a Rússia, a la vora del riu Hruzki Ialàntxik o Hruzki Ielàntxik (Грузький Яланчик, Грузький Єланчик). Està a la llista indicativa o provisional de Patrimoni Mundial (monuments naturals) de la UNESCO.
- Parc natural regional de Meotida (Меотида) és una reserva natural de 130,17 km². Conté més que 640 espècies diferents de flora excepcional o singular, 15 dels quals es troben al Llibre vermell d'espècies en perill d'Ucraïna.

## Galeria d'imatges

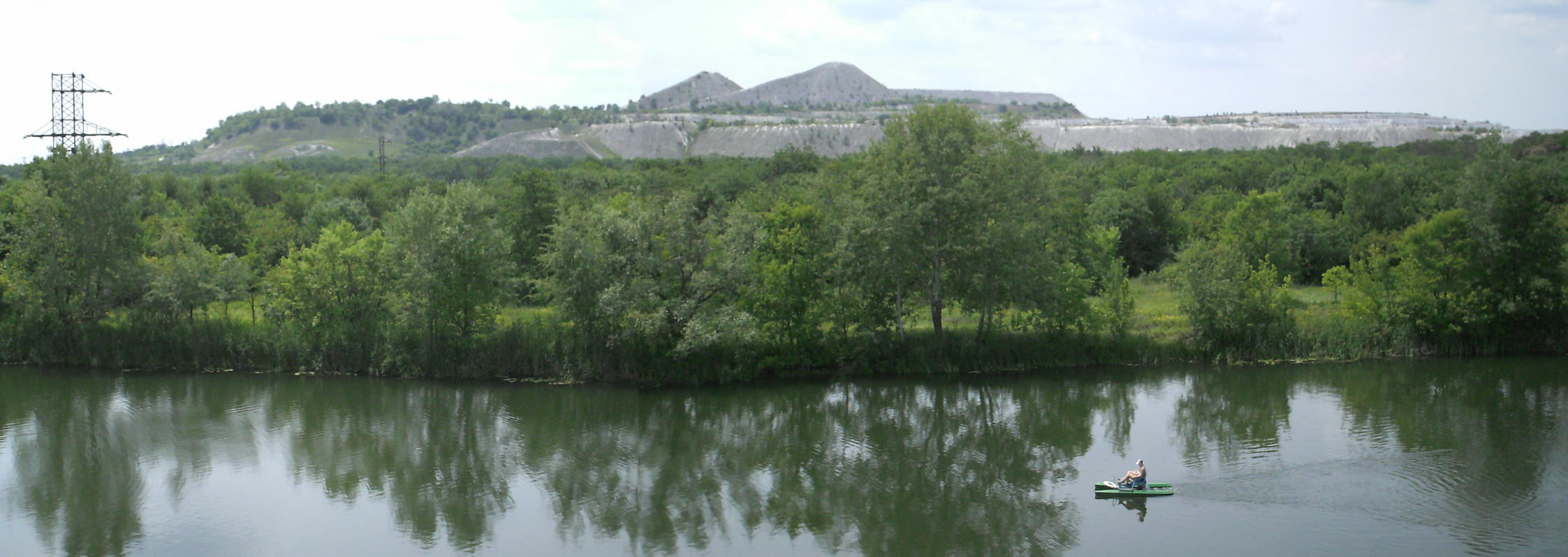
"Terrikoni" de guix, o pujols de runam de l'activitat minera a Raihorodok (Райгородо́к)

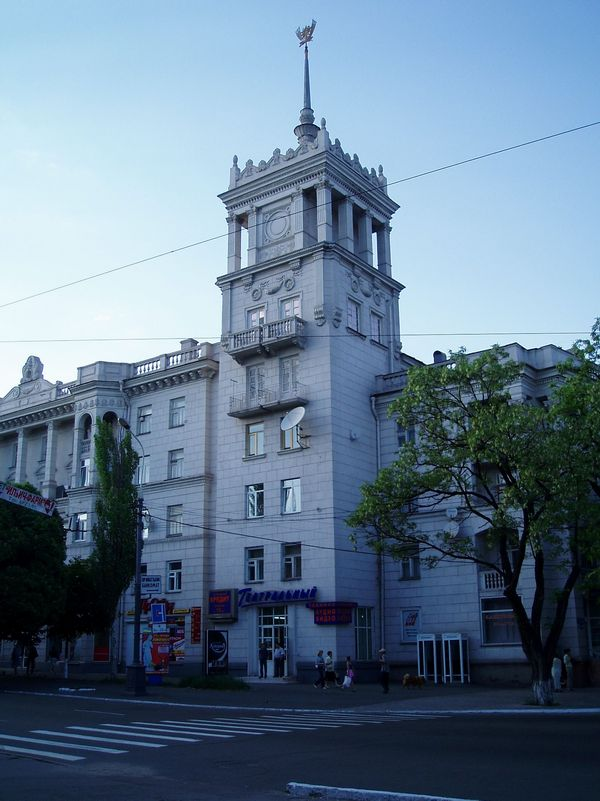
La casa del punxó, a Mariúpol.

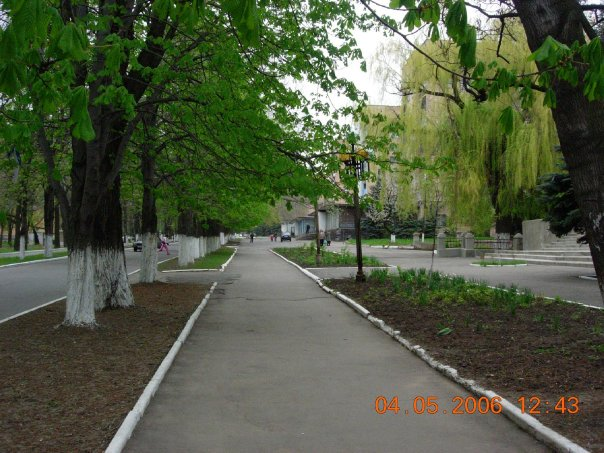
Un carrer central de Txistiakove.

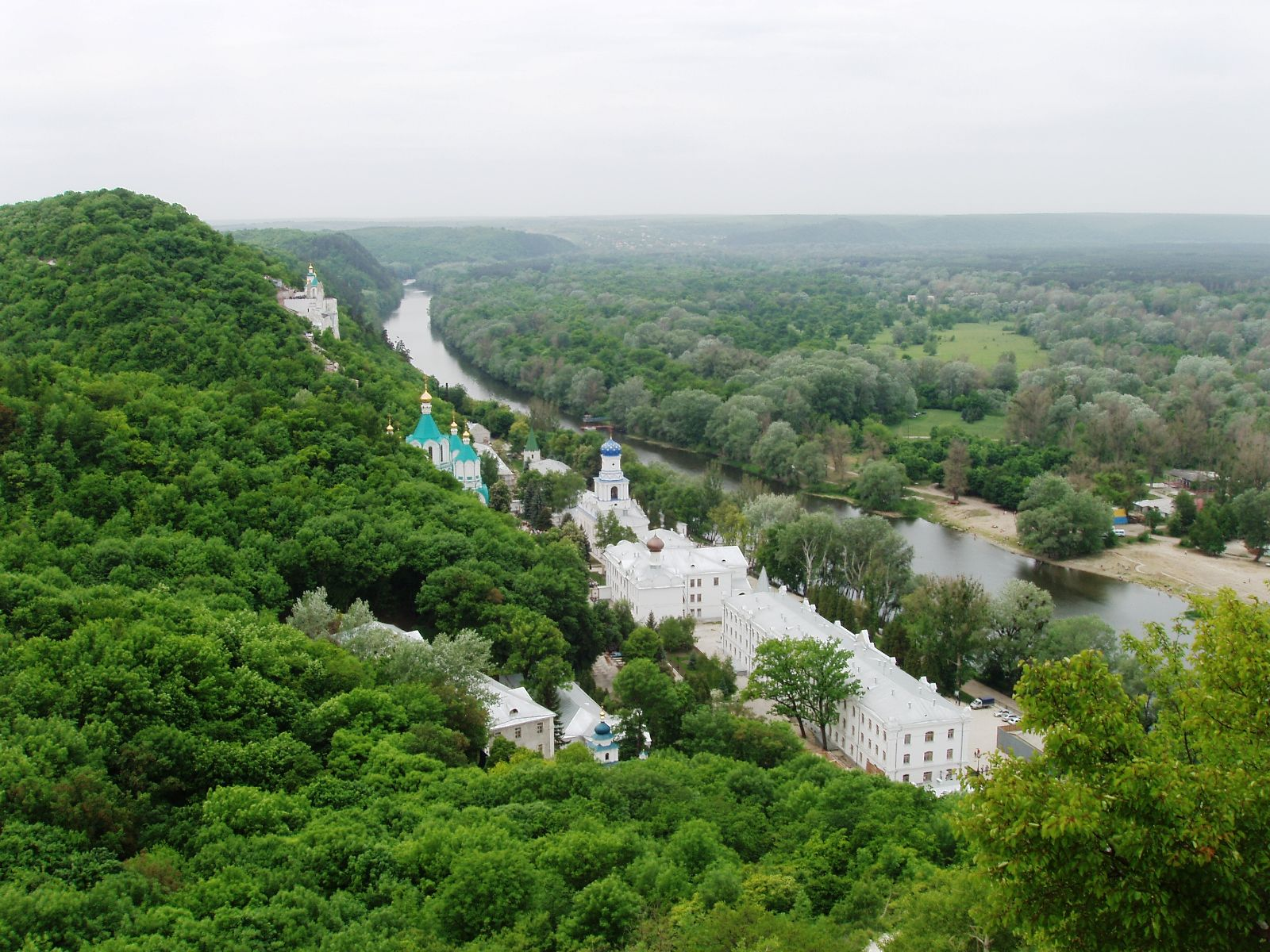
Monestir de Sviatohirsk, a Sviatohirsk
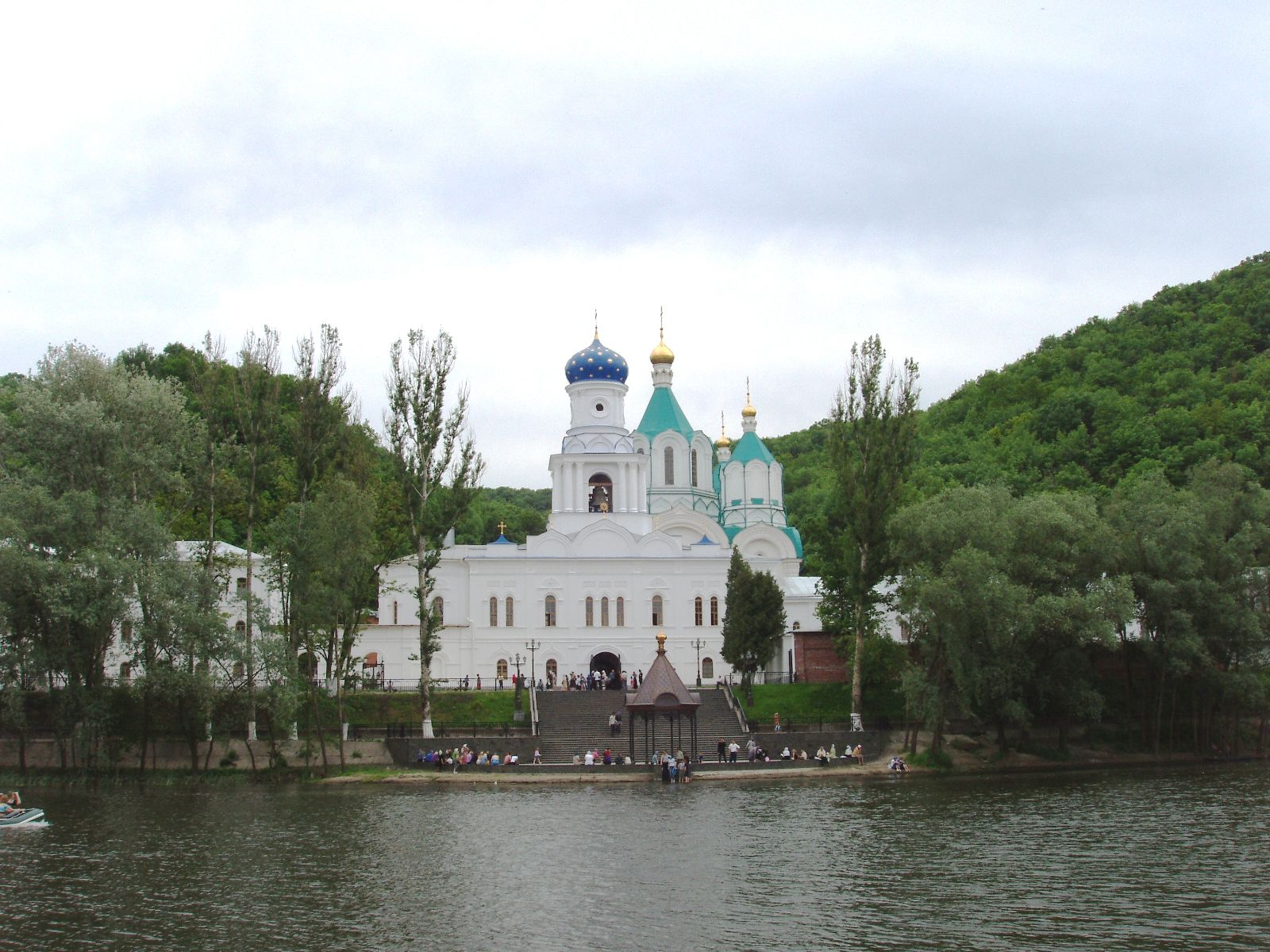
Monestir de Sviatohirsk, la platja.
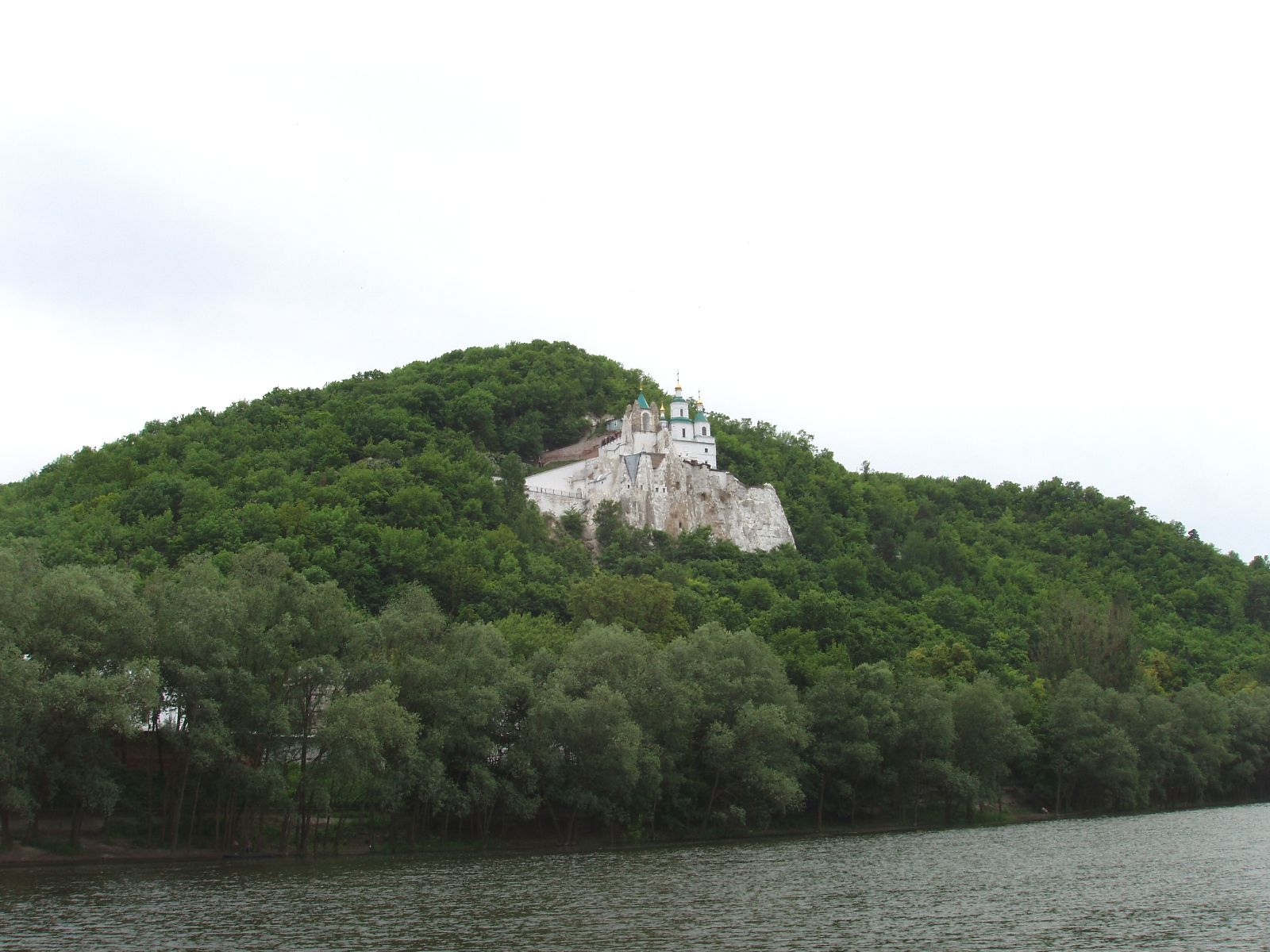
Església de Mikola, Monestir de Sviatohirsk, vista des de la riba esquerra.
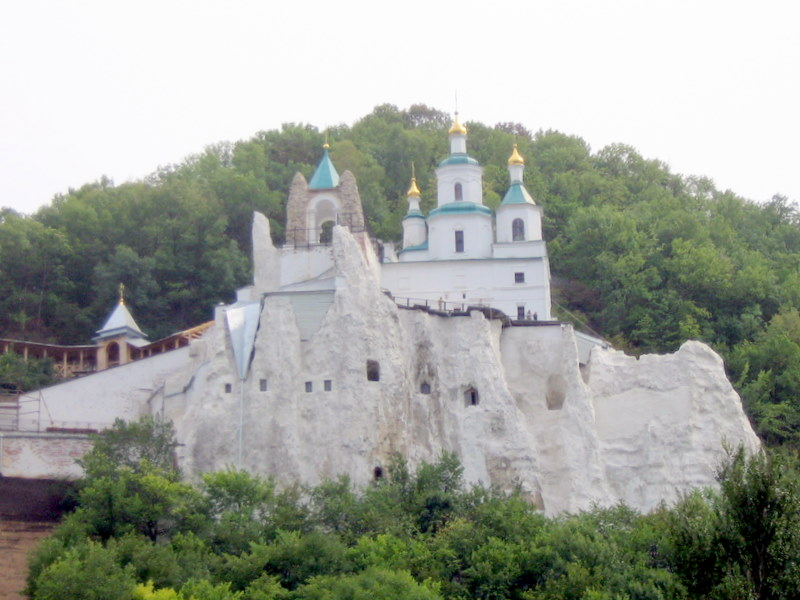
Església de Mikola (Nicolau), parcialment excavat a la roca, Monestir de Sviatohirsk
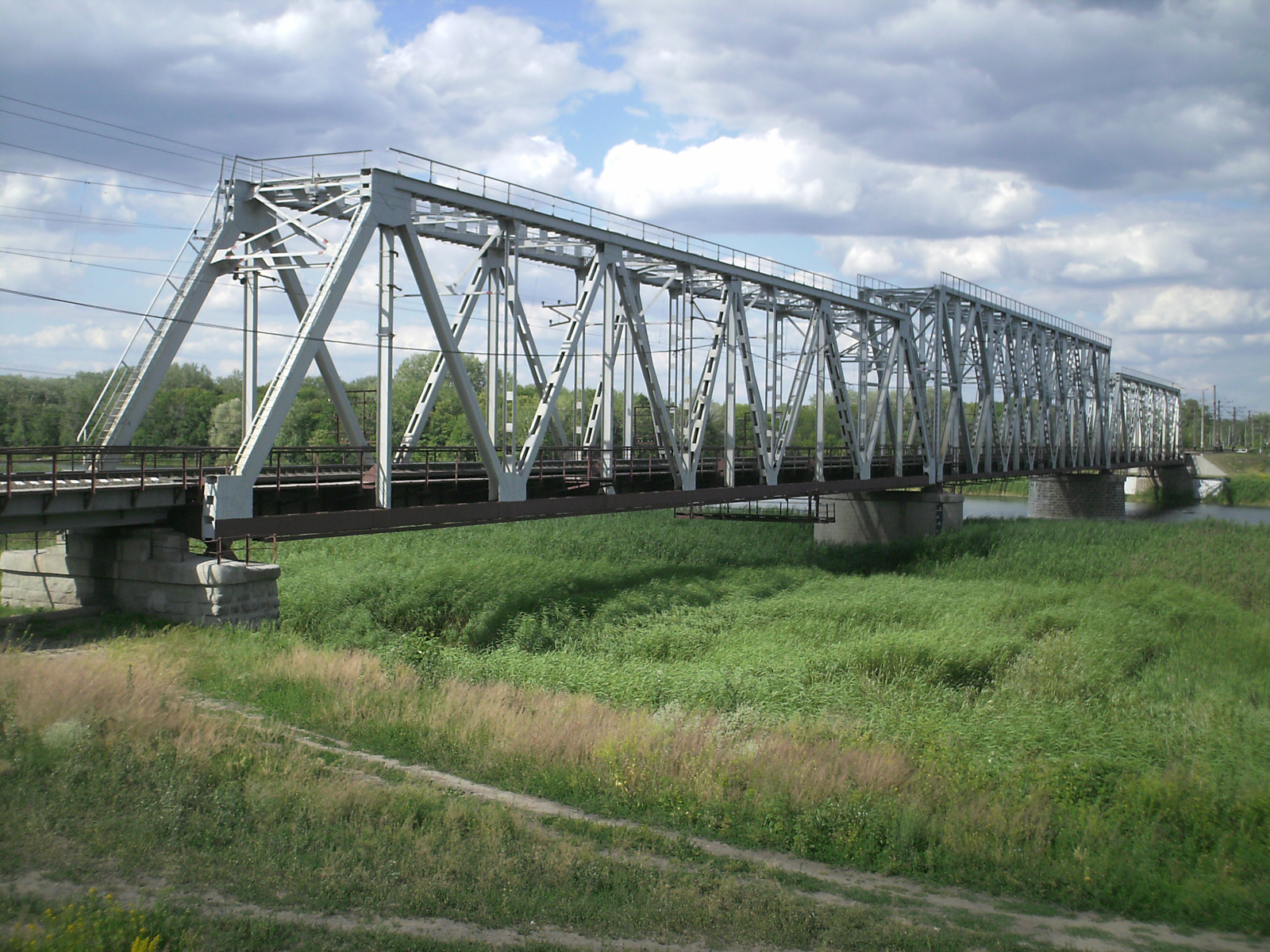
Pont ferroviari sobre el Síverski Donets entre Sloviansk (Слов'я́нськ) i Liman (Лима́н).
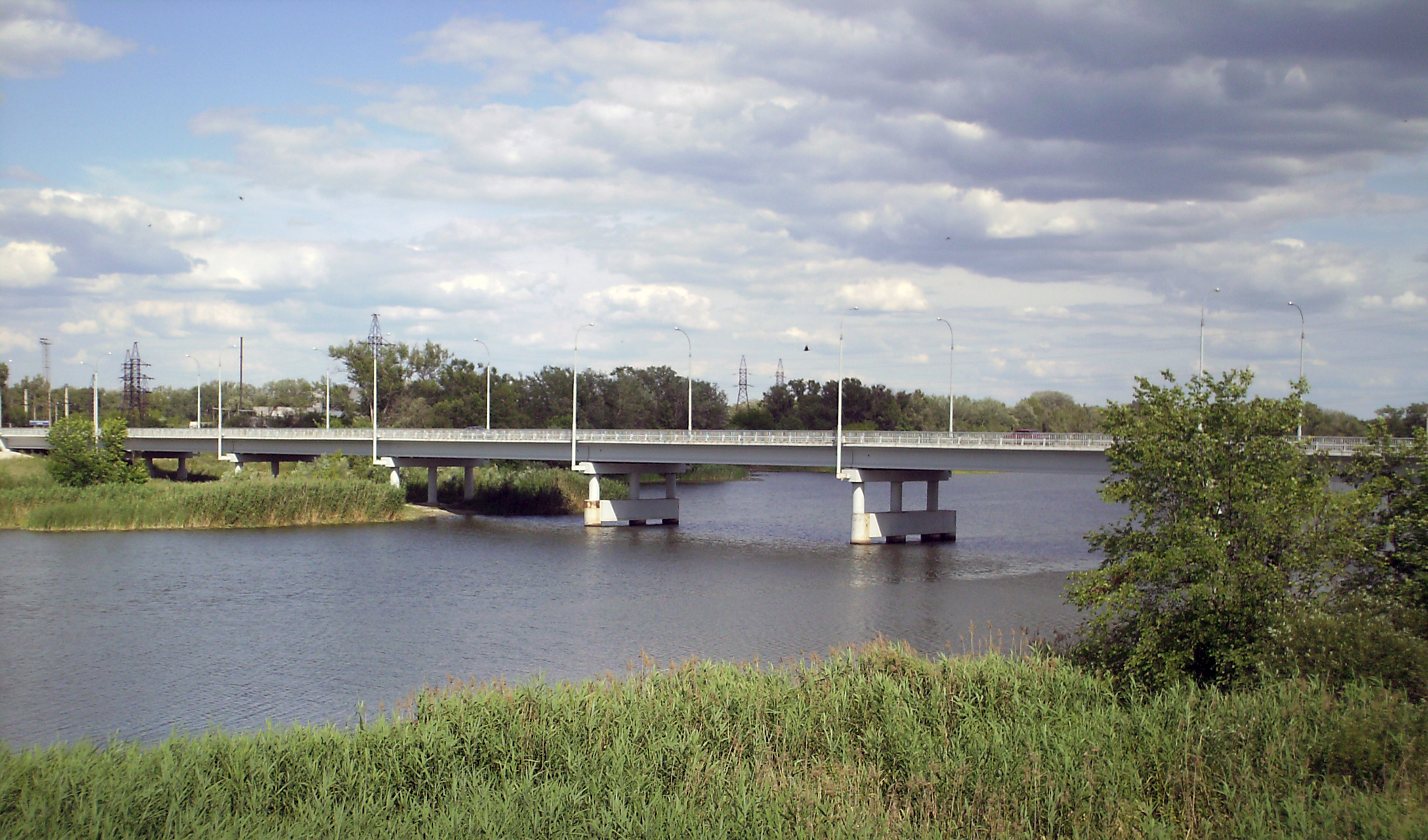
Pont sobre el Síverski Donets, carretera entre Dobropole i Krasni Liman
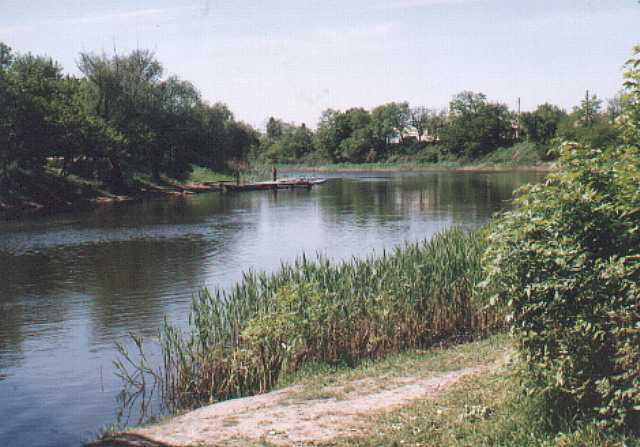
El Vovtxa prop de Pavlohrad, a l'óblast veí de Dnipropetrovsk.
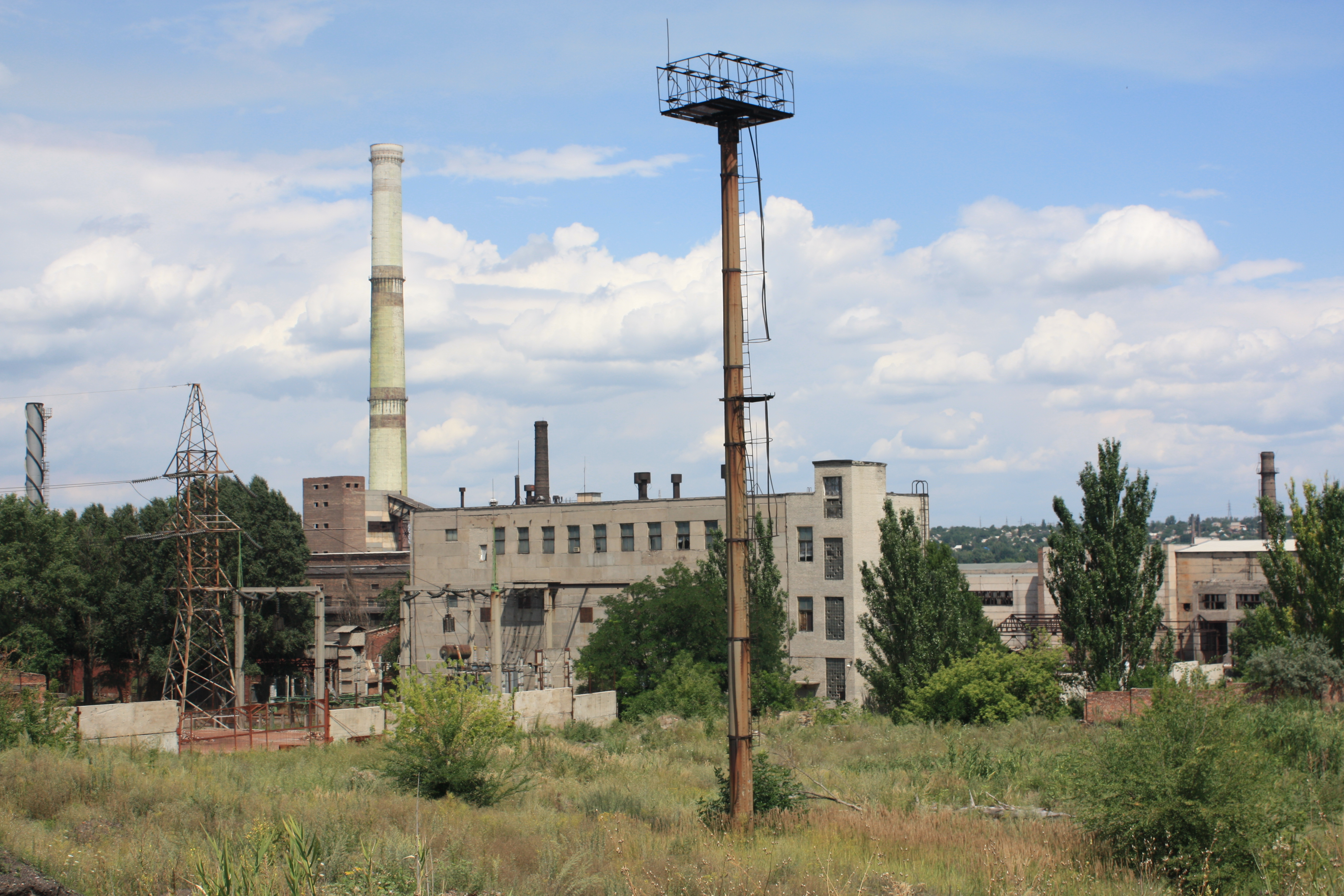
Fàbrica abandonada a Kostiantínivka
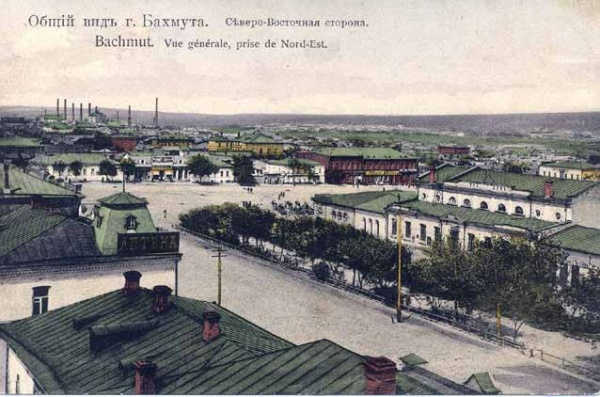
Vista de Bakhmut, el segle xix.
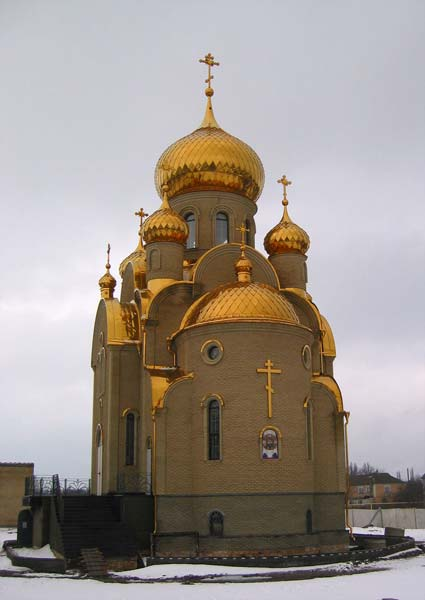
Esglésiola a Khartsyzk.
Bandera de la ciutat de Sviatohirsk, amb reminiscències de la de Montserrat.
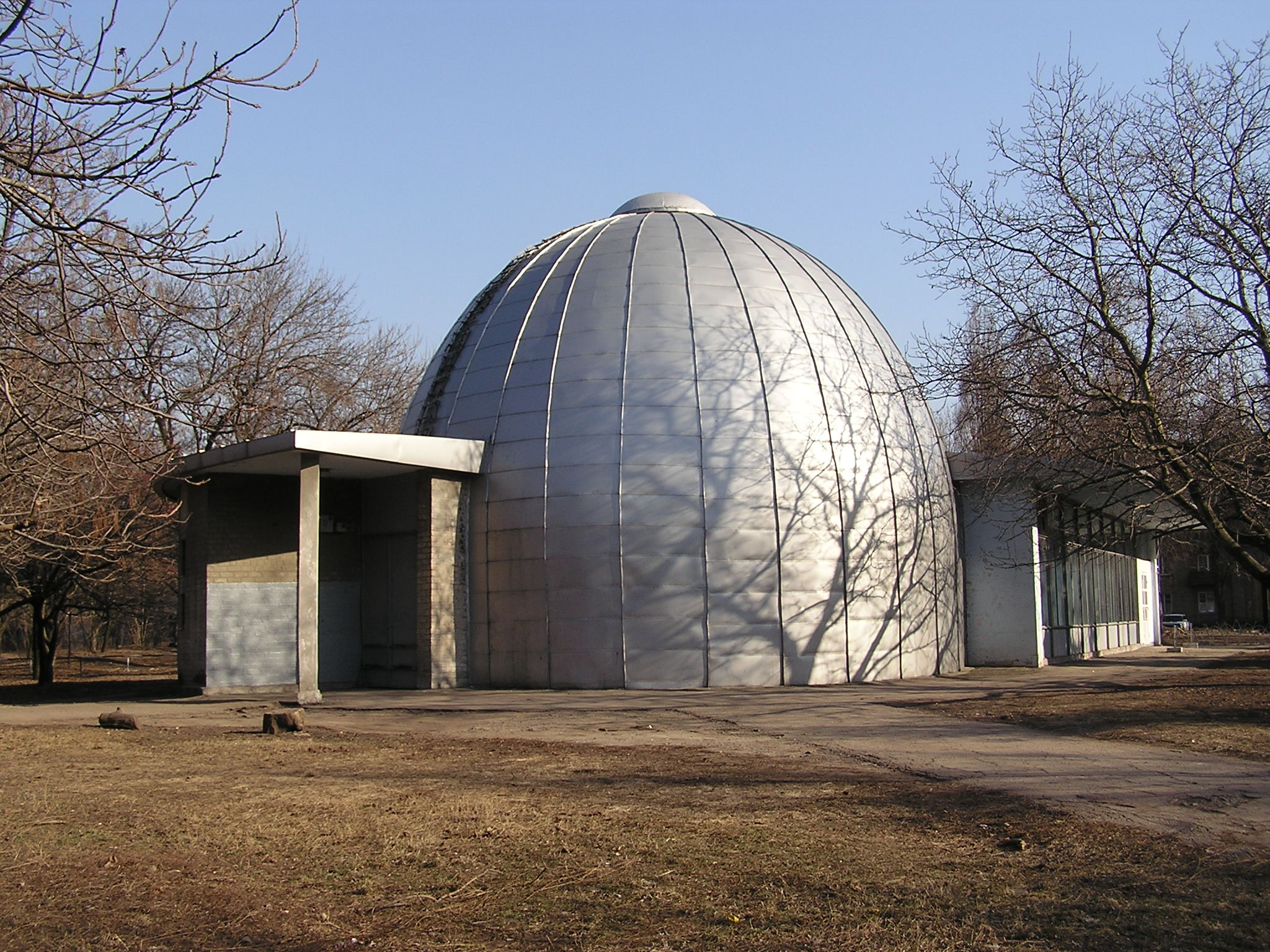
Planetari a Donetsk
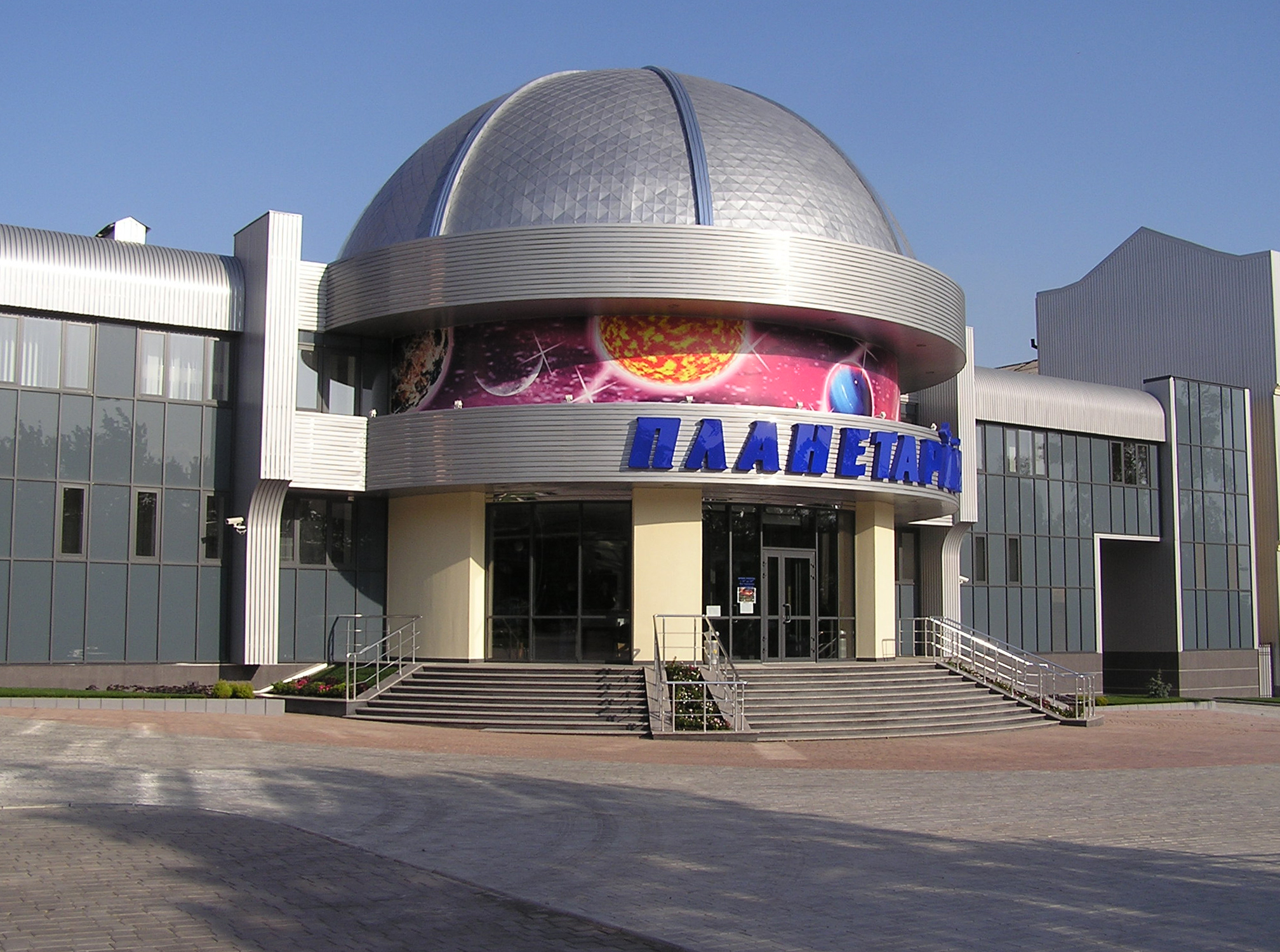
Un altre planetari a Donetsk